# کوانرا هیس
کوانرا هیس (انگلیسی: Quanera Hayes؛ زادهٔ ۷ مارس ۱۹۹۲) دونده سرعت زن اهل ایالات متحده آمریکا است.